# Blauwvoorhoofdcallene
De blauwvoorhoofdcallene (Cinclidium frontale) is een zangvogel uit de familie Muscicapidae (vliegenvangers).

## Verspreiding en leefgebied
Deze soort telt 2 ondersoorten:
- C. f. frontale: van Nepal tot Bhutan.
- C. f. orientale: van noordoostelijk India tot het zuidelijke deel van Centraal-China en noordelijk Indochina.